# Ruta de los Pantanos
La Ruta de los Pantanos o Ruta de las aguas mansas, es una ruta que discurre por la comarca de la Montaña Palentina, en el norte de la provincia de Palencia, en la comunidad autónoma de Castilla y León, en España. Une, a través de la carretera P-210, las localidades de Velilla del Río Carrión y Cervera de Pisuerga, a lo largo de 55 km.

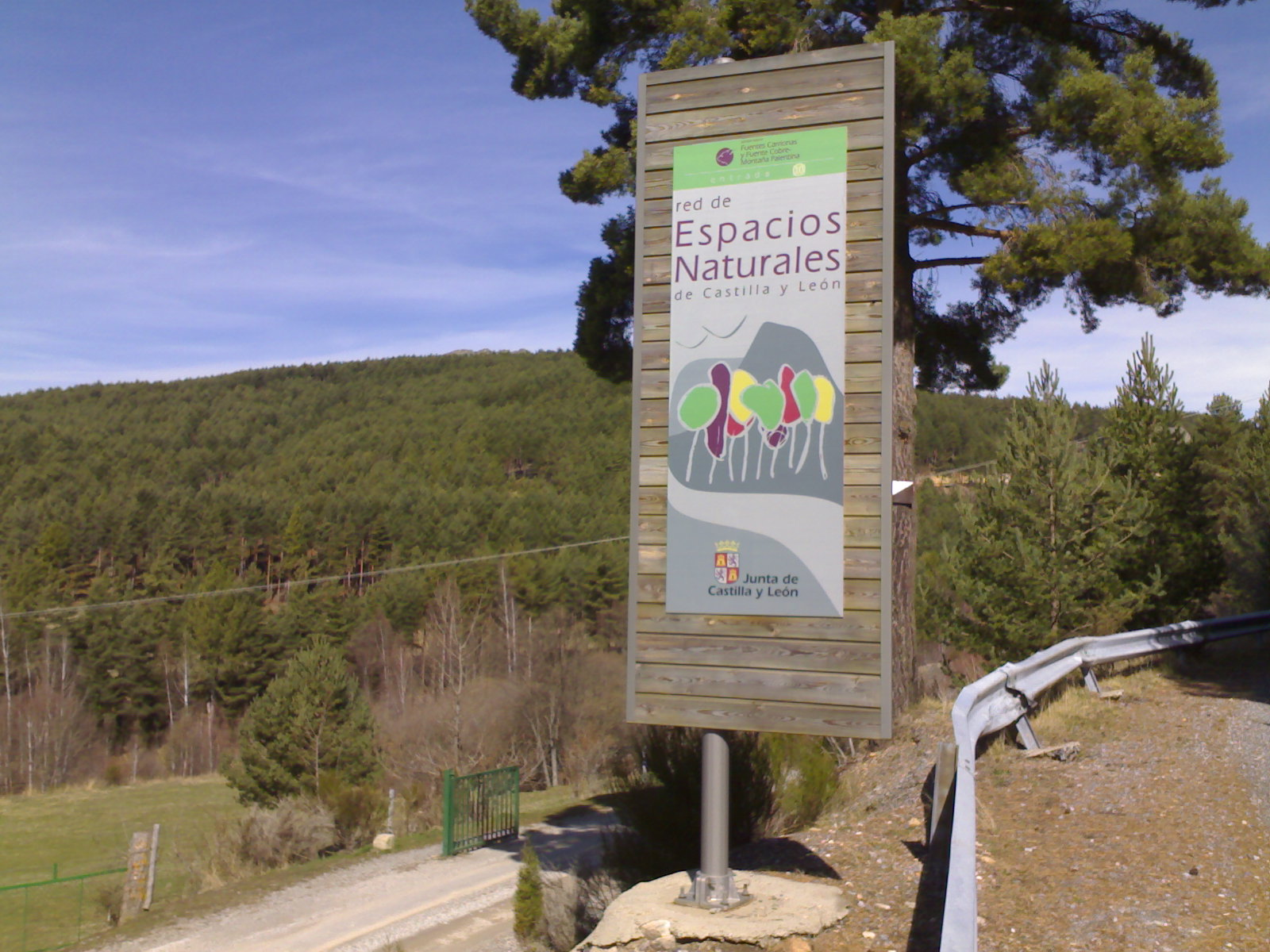
Cartel de entrada al pinar de Compuerto.

## Los embalses
Atraviesa los embalses de esta comarca: en la vertiente del río Pisuerga, el Ruesga y de Requejada y en la vertiente del río Carrión: embalses de Camporredondo y Compuerto. Como complemento —aunque no se encuentra en la ruta— se puede visitar el pantano de Aguilar, también en el cauce del Pisuerga.

## El recorrido
Discurre por la carretera P-210, también llamada Carretera de los Pantanos, que une Cervera de Pisuerga con Velilla del Río Carrión.
Yendo de Cervera a Velilla, además del Parador Nacional de Turismo Fuentes Carrionas, se encuentran los siguientes pueblos: Ventanilla y Santibáñez de Resoba del municipio de Cervera; La Lastra y Triollo del municipio de Triollo y Alba de los Cardaños, Cardaño de Abajo, Camporredondo de Alba y Otero de Guardo del Municipio de Velilla del Río Carrión.

## El paisaje
Es un paisaje de gran belleza, no solo por la vista de los embalses y ríos, sino también por la de sus picos montañosos: Peña Redonda, Peña Escrita, Peña Prieta, Espigüete, Curavacas, Pico Orvillo, Pico del Fraile, Peña Cueto, Pico Tres Mares, Sierra del Brezo..., y sus bosques de haya, pino autóctono, roble, etc.
Desde el Parador Fuentes Carrionas se puede contemplar el Embalse de Ruesga. Si se toma el primer desvío a la derecha se llega a Resoba.
Pasando Ventanilla hay un desvío a la izquierda hacia San Martín de los Herreros y Rebanal de las Llantas, donde se puede contemplar el nacimiento del Río Rivera en la Fuente Deshondonada.
En Triollo es posible tomar un desvío hacia la derecha para ir a Vidrieros y al hermoso Valle de Pineda.
Pasando Puente Agudín y antes de entrar en Cardaño de Abajo existe un desvío hacia la derecha por donde poder llegar a Cardaño de Arriba.

## Ruta de oeste a este

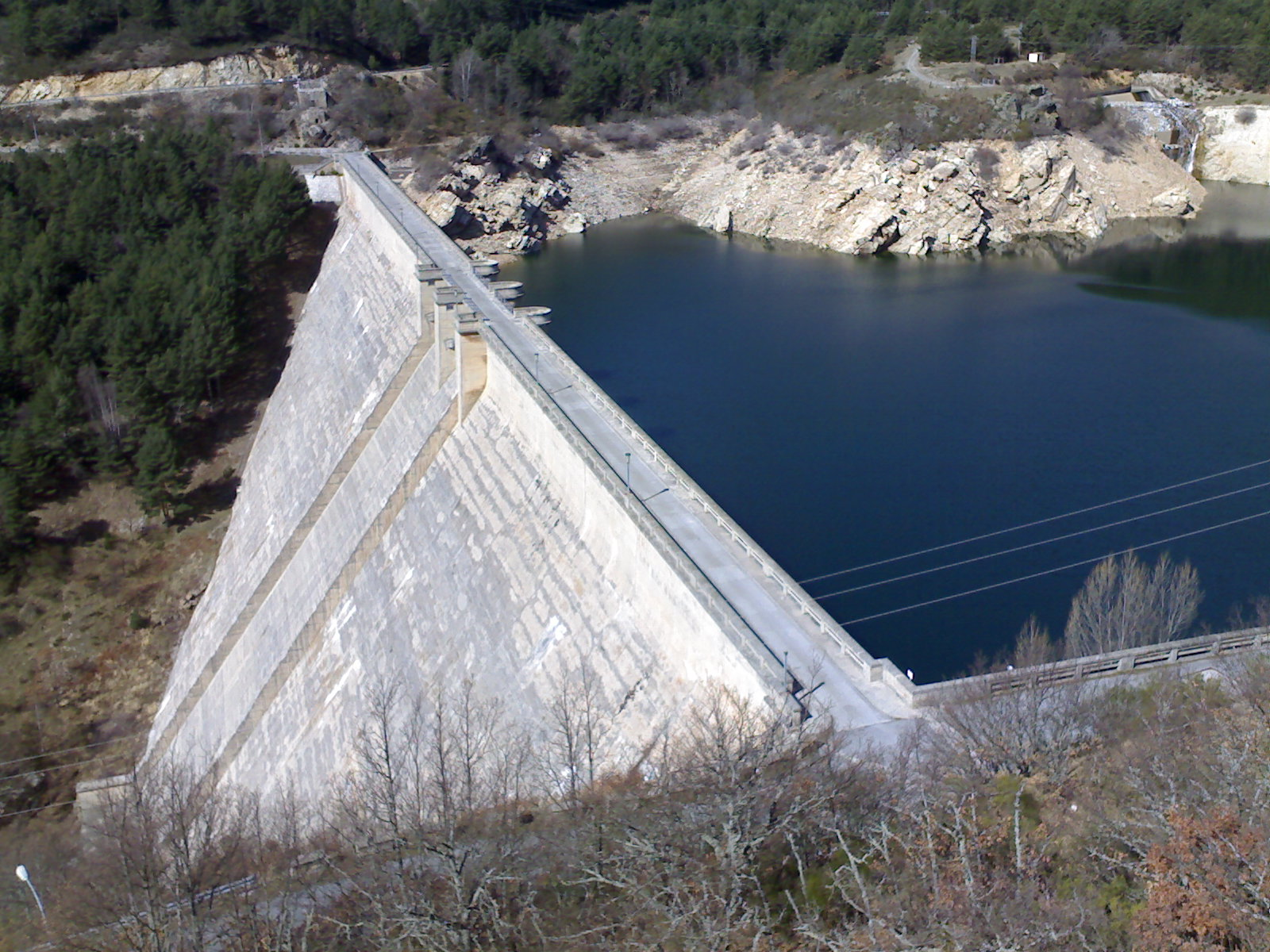
Vista del embalse de Compuerto.

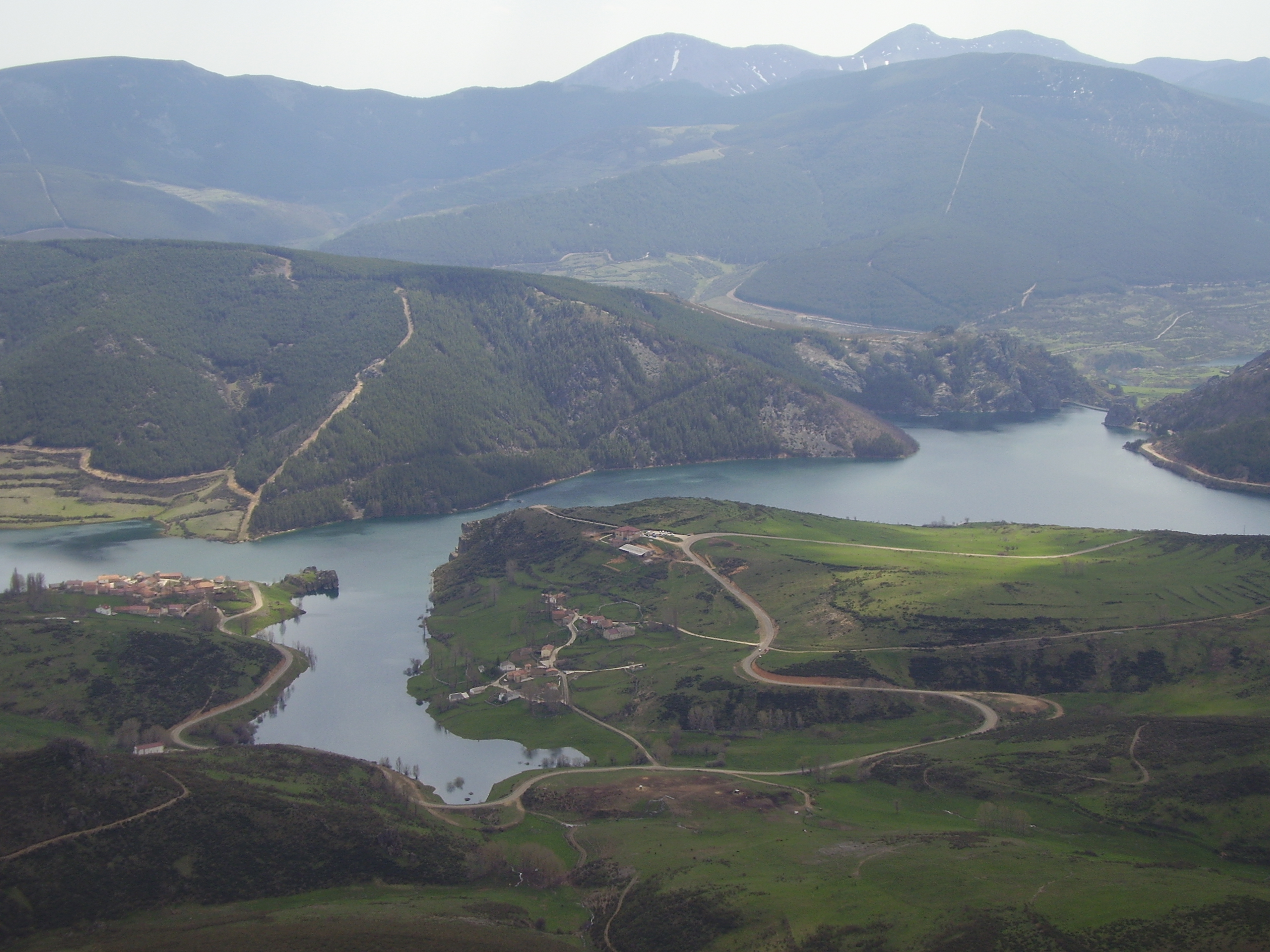
La ruta, bordeando el embalse de Camporredondo, a su paso por Alba de los Cardaños.

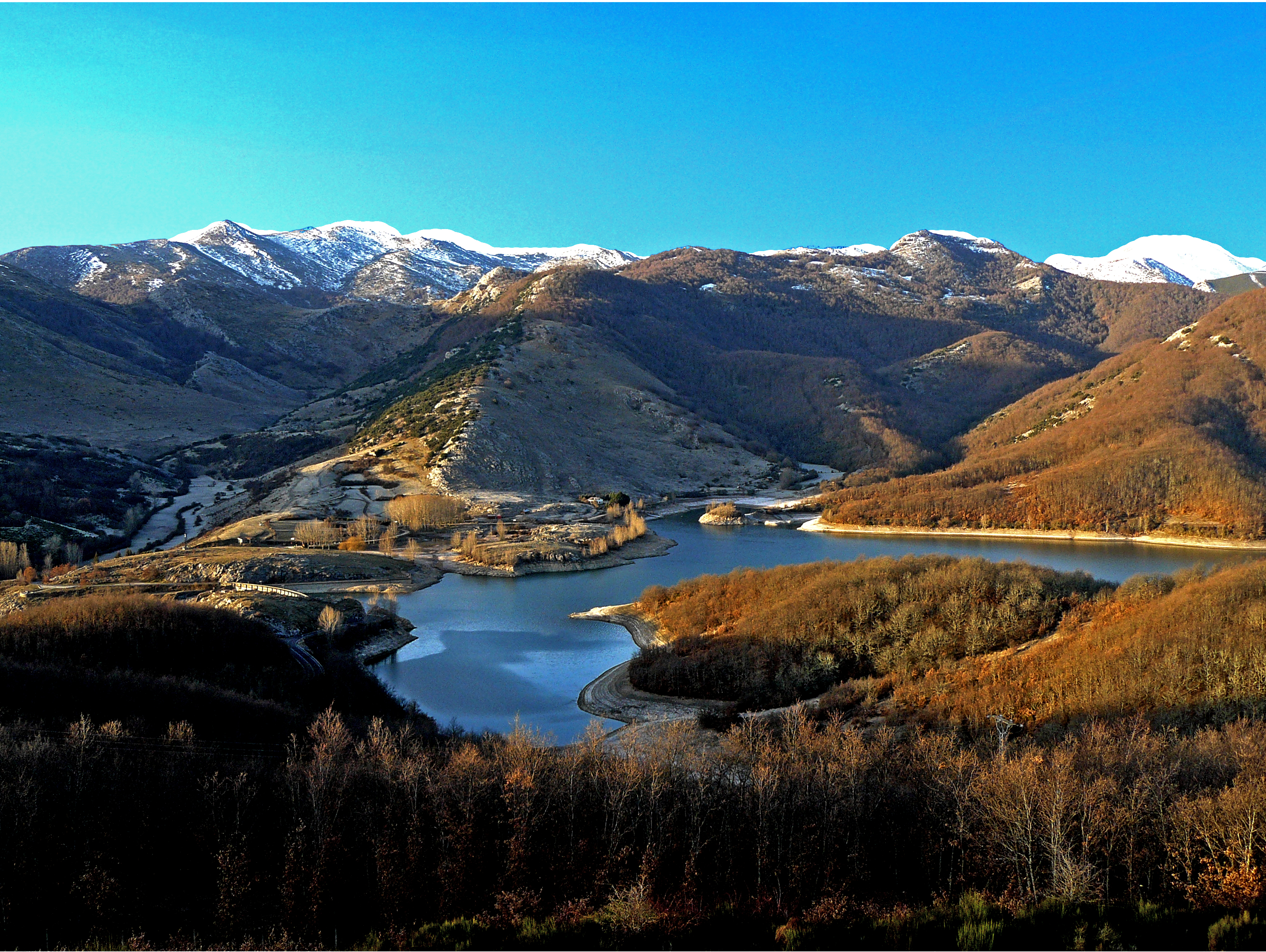
El embalse de Ruesga, junto a Cervera de Pisuerga.

### Embalse de Compuerto
Partiendo de la localidad de Velilla del Río Carrión, lo encontramos a unos 3 km, con su presa a la altura del pueblo de Otero de Guardo, terminada en 1960. Cuenta con una capacidad de 95 millones de m³ de agua.

### Embalse de Camporredondo
Más arriba y siguiendo la cola de este mismo embalse, se encuentra el pueblo de Camporredondo de Alba, que da nombre al segundo pantano, el cual es uno de los más antiguos de la provincia. Fue construido con la misma piedra de las montañas que le rodean e inaugurado por Alfonso XIII en 1930. Entre estos dos embalses es sometido el río Carrión a un retén escalonado de sus aguas, con una alta producción hidrológica.

### Embalse de Ruesga
Es el único que no forma parte de las dos corrientes hidrológicas por excelencia de provincia de Palencia, ya que retiene las aguas del río Rivera, afluente del Pisuerga, que nace en el Valle Estrecho, en la Fuente Desondonada o Caldereta.
Éste se terminó de construir en 1923, con el único fin de que sirviese de reserva hidrológica para el entonces importante canal de Castilla, por lo que su capacidad es muy reducida, tan solo de 10 hectómetros cúbicos de capacidad. Su represa se encuentra ubicada haciendo pared con el pueblo de Ruesga, el cual le presta el nombre, formando sus aguas un lago artificial de gran belleza, lugar paradisíaco en los calurosos días del estío montañés.

### Embalse de Requejada
Más hacia el norte de este anterior embalse, y por encima de la pedanía de Arbejal, cercano a Cervera de Pisuerga, se encuentra el cuarto retén artificial, el primero que va a encontrar el río Pisuerga en su largo discurrir desde el valle de Redondos. Es el embalse de Requejada, que anega la vega de Vañes, pueblo que quedó atrapado por sus aguas, aunque algunas de sus viviendas quedaron en su margen izquierdo ya reedificadas. Se inauguró en 1940 y tiene una capacidad de 65 millones de metros cúbicos. Sus contornos son una de las mejores reservas ecológicas de la provincia, albergando una gran riqueza de avifauna acuática.

## Alternativas
Como complemento a la ruta, se puede continuar desde Cervera de Pisuerga, tomando la carretera CL-626 durante 25 km, para visitar el Pantano de Aguilar, situado junto a Aguilar de Campoo. Es el de mayor capacidad de los existentes en Palencia, ya que tiene una capacidad de 247 millones de metros cúbicos, habiendo sido terminada su construcción en el año 1963.
Es de destacar una curiosidad y es que para la construcción del embalse los técnicos se vieron obligados a anegar pueblos y pedanías de gran interés. Uno de esos pueblos, Villanueva del Río poseía una iglesia románica (La Ermita de San Juan Bautista) de gran interés que se salvó de quedar inundada porque fue trasladada piedra a piedra al parque Huerta de Guadián en la capital palentina. 
Actualmente, además de sus misiones propias de retén y producción de riqueza energética, es un lugar idóneo para la práctica de los deportes acuáticos. Aunque no esté muy explotado para este fin. Recorrer estos embalses es una buena oportunidad para visitar rincones y paisajes de la zona norte de gran interés especialmente por la concentración de monumentos románicos más alta de Europa.

## Fuente
- Junta de Castilla y León.